# Muara Delang
Muara Delang is een bestuurslaag in het regentschap Merangin van de provincie Jambi, Indonesië. Muara Delang telt 6291 inwoners (volkstelling 2010).